# Burg Smoleń

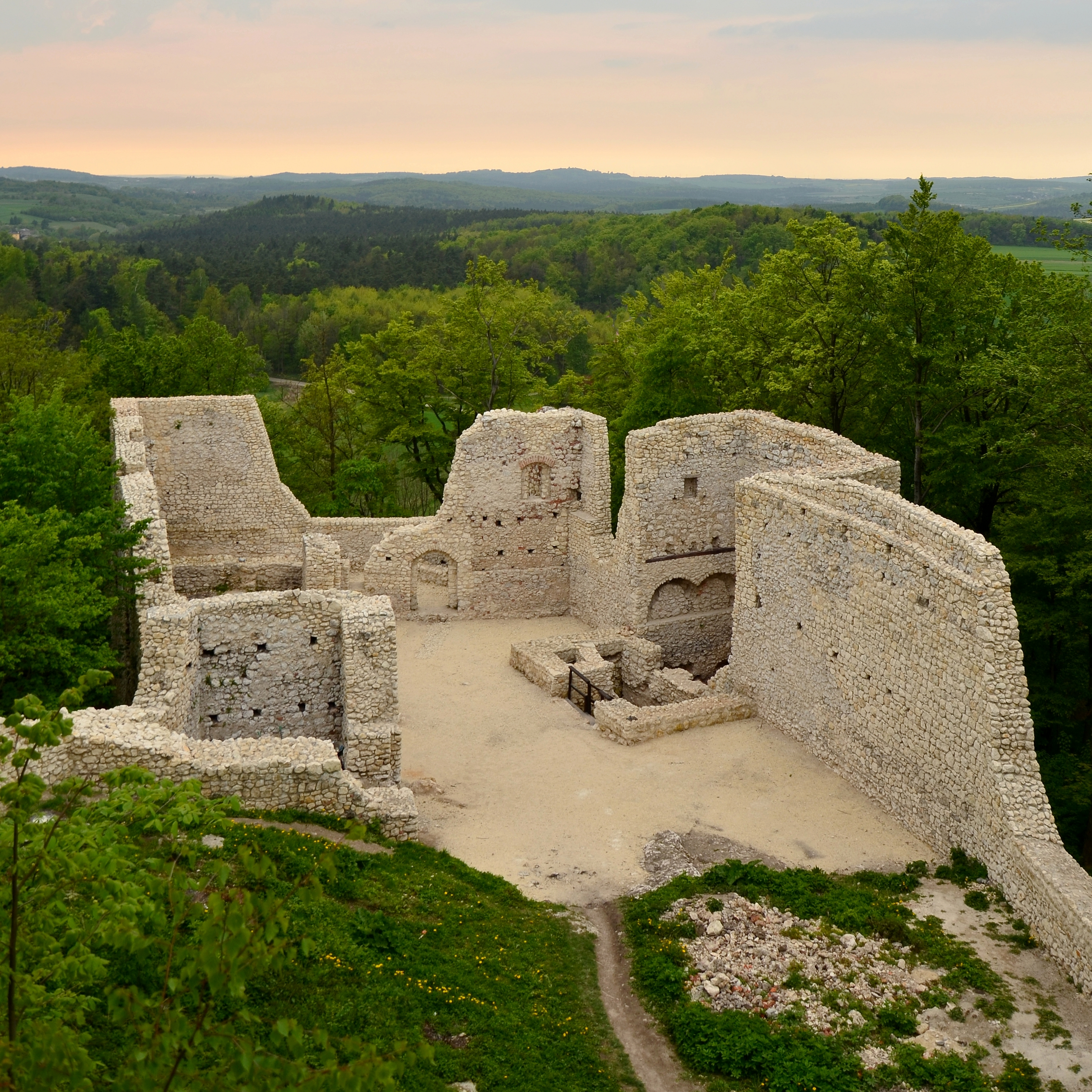
Blick vom Bergfried

Die Burg Smoleń (polnisch: Zamek w Smoleniu) ist eine Burgruine in Smoleń unweit von Olkusz im Gebirgszug des Krakau-Tschenstochauer Juras auf dem Burgberg im Naturreservat Smoleń. Die Burg gehört zu den Adlerhorst-Burgen, die im 14. Jahrhundert die Grenze zwischen dem Königreich Polen und dem Heiligen Römischen Reich sicherten. Sie liegt heute in der Woiwodschaft Schlesien, gehört jedoch historisch zu Kleinpolen.

## Geschichte
Im Jahr 1300 kam es in der Gegend zwischen Władysław I. Ellenlang und Wenzel II. zu Kämpfen um eine Burg Pelciszka. Möglicherweise handelte es sich um die heutige Burg Smoleń. Um die Mitte des 14. Jahrhunderts wurde die Burg von Otto von Pilcza ausgebaut. Um 1400 gehörte die Burg seiner Tochter Elisabeth von Pilitza, der späteren Königin von Polen. Nach ihrem Tod ging die Burg an ihren Sohn aus erster Ehe und Krakauer Kastellan Jan Pilecki, in dessen Familie sie ca. 200 Jahre blieb. Um 1500 hielt sich der Dichter Biernat z Lublina als Kapelan und Sekretär der Pilecki auf der Burg auf. Um 1610 zogen die Pilecki in das nahe gelegene Schloss Pilica um. Während der Schwedischen Sintflut wurde die Burg von den Schweden 1655 zerstört. Die Eigentümer wollten ursprünglich die Ruine den Franziskanern stiften, doch entstand das geplante Kloster unten im Ort. Nach den Polnischen Teilungen nutzten die Österreicher die Ruine 1797 als Steinbruch, um im Ort eine Zollstation aufzubauen. Im 20. Jahrhundert wurde die Ruine gesichert und ist nach Restaurierungsarbeiten seit 2015 wieder für Besucher zugänglich.